# SONIC DOVE
SONIC DOVE（ソニック ダヴ ）は、日本の作曲家・音楽プロデューサーである。
1999年に天然少女EX1stアルバム『天然少女EX』の制作でキャリアをスタート。代表作にKazamiのシングル「Dreamer」（Kissmark TVCMソング）、天然少女EX「夢ならさめないでほしいよ」「Letting Me」（WOWOW『天然少女萬NEXT-横浜百夜篇』テーマソング）、酒井法子のカバー・アルバム『Moments』など。
1987年からシンガーソングライターとして活動している崎谷健次郎と同一人物である。

## 来歴
1999年、WOWOWで放送されたテレビドラマ『天然少女萬NEXT-横浜百夜篇』に出演した新人女優11名を集め音楽ユニット・天然少女EXが結成され、そのデビューアルバム『天然少女EX』制作の音楽プロデューサーが、作曲・編曲者としてクレジットしたのが始まり。アルバム『天然少女EX』の制作は、総合プロデューサーと共同で進められ、新人音楽家と共に提供する楽曲を編曲・構成してプロデュースすることになった。なお、この新人音楽家のK@TANAは、後にテクノユニットcapsuleとしてデビューする中田ヤスタカである。ほぼ同じころ、京田未歩のデビューマキシシングル『ヤンキーガール』をポニーキャニオン内のインディーズレーベル・DNAで制作。
2000年、オムニバスアルバム『富良野チャペルコンサート』の制作に携わる。
2001年、京田未歩のメジャー・デビューからマキシシングル3作、アルバム1作をプロデュース。
2003年、酒井法子のカバー・アルバム『Moments』をプロデュースする。
2005年、牧野由依のアルバム『アムリタ』に楽曲提供する等、声優兼歌手への楽曲を手掛ける。

## 制作作品

### 他アーティストへの楽曲提供
- 石井聖子 「恋態」（2000年、オムニバスアルバム『富良野チャペルコンサート』収録、編曲）
- 近江知永 「冬の向日葵」（2008年、シングル、アルバム『HAPPY DAYS』収録、作曲・編曲）
- 奥井雅美 「冬の向日葵」（2009年、アルバム『Self Satisfaction』収録、作曲・編曲）
- Kazami
  - 「Dreamer」（2000年、シングル、作曲・編曲）
  - 「ミツケダセル」（2001年、シングル、作曲・編曲）
- 川澄綾子・能登麻美子
  - シングル『Scoop!/7 days after』（2006年、プロデュース）
  - 「Scoop!」「7 days after」（2006年、アルバム『Scoop!』収録、作曲・編曲）
- 京田未歩
  - シングル『ヤンキーガール』（2000年、プロデュース）
    - 「stand by me」「call me up」「マショマロパイ」「ヘブンス」（編曲）

  - シングル『ゆううつな熱帯魚』（2001年、プロデュース）
    - 「ゆううつな熱帯魚」「i like」「One」「ゆうつな熱帯魚（ラムコークremix）」（編曲）

  - シングル『ダディズバースデイ』（2001年、プロデュース）
    - 「春風に乗って」「絵になる2人」「カナシキネガイ」（編曲）

  - シングル『きれいな片想いの結末はいつもHAPPYEND』（2002年、プロデュース）
    - 「きれいな片想いの結末はいつもHAPPYEND」「サイレンス」「ペインティング・ワールド」「きれいな片思いの裏側」（編曲）

  - シングル『like a ghost』（2001年、プロデュース）。「like a ghost」「ネガティブ8:30」「同じ朝」「君のグッドナイト」（編曲）
  - アルバム『ライチ』（2002年、プロデュース）
    - 「涙通りのコーヒー★メーカー」「ダストボックスは空にして」「同じ朝」「ランナウェイ」「バラ＊色設計図」「ゆううつな熱帯魚」「ローズマリーの花束を」「カナシキネガイ」「きれいな片想いの結末はいつもHAPPYEND」「ONE」「春風にのって」「like a ghost」「とある季節のダイアリー」（編曲）
- K. 「星の砂」（2000年、アルバム『WATER』収録、作曲）
- 酒井法子
  - アルバム『Moments』（2003年、プロデュース）
    - 「碧いうさぎ」「Morning Glory」「BEACH'S WINDOW」「カナリア諸島にて」「September」「NATURALLY」「HAWAIIAN Wedding Song」「No End Summer」（編曲）
- Chiemi 「この街で」（2000年、オムニバスアルバム『富良野チャペルコンサート』収録、編曲）
- 天然少女EX
  - アルバム『天然少女EX』（1999年、プロデュース）
    - 「夢ならさめないでほしいよ」「Happie Day!」（編曲）「Letting Me」「この海辺に」（作曲・編曲）
- 中里真美 「真っ赤なハート」（2003年、アルバム『VOICE』収録、作曲・編曲）
- 牧野由依 「ジャスミン」（2005年、アルバム『アムリタ』収録、作曲・編曲）

### サウンドトラック
- ゆめりあ
  - アルバム『ゆめりあ Fan☆Fun CD』（2004年、プロデュース）
「24時間あいしてる」（有島モコ・仲西環）「precious treasure」（浅野真澄）（2003年、シングル、作曲・編曲）「バースデイ・16」「いつでも一緒」「おんなじ空の下」「嗚呼、振り回され人生」「CUTE GIRLS」「ゆ・る・ゆ・る」「底抜Happy Life」「気持ちと言葉」「ねねこはねねこ」「フェイドゥム来襲」「power to a victory」「大切な想い」「ありがとう」「もしもね、もしも」（モネ）「ずっと一緒に...」「いつもそばに」（吾妻みづき）「守ってあげる」「八番目の海」（千条七瀬）「ズバリ、キメてね！」「Spectacle Summer」（千条九葉）「う～ん、謎なのだ...」「かも～ん　ダーリン!!」（ねねこ）（作曲・編曲）
- ゆめりあ2
  - アルバム『ゆめりあ2 Fan☆Fun CD2』（2004年、プロデュース）
「ゆめ気分」「オトコはツライヨ!?」「ダメダメ行進曲」「ぐうたら人間」「行き過ぎな人たち」「イイ顔の男」「溢れる気持ち」「ハッピーエンド」「謎」「二人をつなぐもの」「運命変革能力者」「それぞれの想いを抱いて」「迫り来る影」「行け!！美少女戦士!」「BATTLE in MOIRA」「宗家」「明日に向って」「決戦の時」「運命変革」「絆」「永遠の物語」「Endless」（モネ）「秘密の呪文」「For your smile」（千条七瀬）「ねねこ探偵団」「ねねこの真実」（ねねこ）「新しい私」「さなぎ」（千条七瀬）「雨」（吾妻みづき）（作曲・編曲）